# Goodyear Village
Goodyear Village es un lugar designado por el censo ubicado en el condado de Pinal en el estado estadounidense de Arizona. En el Censo de 2010 tenía una población de 457 habitantes y una densidad poblacional de 52,56 personas por km².

## Geografía
Goodyear Village se encuentra ubicado en las coordenadas 33°11′50″N 111°52′21″O / 33.19722, -111.87250. Según la Oficina del Censo de los Estados Unidos, Goodyear Village tiene una superficie total de 8.69 km², de la cual 8.69 km² corresponden a tierra firme y (0%) 0 km² es agua.

## Demografía
Según el censo de 2010, había 457 personas residiendo en Goodyear Village. La densidad de población era de 52,56 hab./km². De los 457 habitantes, Goodyear Village estaba compuesto por el 5.47% blancos, el 0.88% eran afroamericanos, el 91.03% eran amerindios, el 0.22% eran asiáticos, el 0% eran isleños del Pacífico, el 0.44% eran de otras razas y el 1.97% pertenecían a dos o más razas. Del total de la población el 25.6% eran hispanos o latinos de cualquier raza.